# گودچوو
گودچوو (به صربی: Godečevo) یک روستا در صربستان است که در کوسیریچ واقع شده‌است. گودچوو ۵۹۹ نفر جمعیت دارد.